# Santa Cruz da Graciosa
Santa Cruz da Graciosa – miasto i gmina (port. concelho) na Azorach (region autonomiczny Portugalii), na wyspie Graciosa. Według danych szacunkowych na rok 2011 liczy 4391 mieszkańców.

## Podział administracyjny
Gmina ta dzieli się na 4 sołectwa (ludność wg stanu na 2011 r.)
- Santa Cruz da Graciosa – 1776 osób
- Guadalupe – 1096 osób
- Praia (São Mateus) – 836 osób
- Luz – 683 osoby